# Sosnovo-Oziorskoïe
Sosnovo-Oziorskoïe (en russe : Сосново-Озёрское) ou Narhata (en bouriate : Нарһата, Narhata) est un village, centre administratif de la commune rurale de Sosnovo-Oziorskoïe et du raïon de la Ieravna de Bouriatie, en Russie. Sa population s'élevait à 6 412 habitants au recensement de 2021.

## Géographie
Le village de Sosnovo-Oziorskoïe se situe en Bouriatie, une république de Russie située en Transbaïkalie, région de Sibérie orientale à l'est du lac Baïkal. Il fait partie du district fédéral extrême-oriental. Centre administratif du raïon de la Ieravna, un raïon de la république, il est aussi le centre administratif du l'établissement rural de Sosnovo-Oziorskoïe, une municipalité du raïon,.   
Le fuseau horaire du village est MSK+5 (heure d'Irkoutsk). Le décalage horaire appliqué par rapport au temps universel coordonné est +09:00.  

## Démographie
Recensements (*) et estimations de la population:
| 1959* | 1970* | 1979* | 1989* |
| ----- | ----- | ----- | ----- |
| 3 335 | 4 899 | 5 382 | 6 020 |

| 2002 * | 2010* | 2021* | - |
| ------ | ----- | ----- | - |
| 5 947  | 6 128 | 6 412 | - |